# Akihito Tsukushi
Shigeya Suzuki (鈴木茂也, Suzuki Shigeya, nascido em 5 de maio de 1979), mais comumente conhecido sob seu pseudônimo Akihito Tsukushi (つくしあきひと, Tsukushi Akihito) é um ilustrador japonês, artista de mangá e designer de Sagamihara, Kanagawa. Suzuki também atende pelo nome de Ichimi Tokusa (とくさ一味, Tokusa Ichimi).

## Visão geral
Tsukushi vem da Prefeitura de Kanagawa, frequentando a Tachibana Gakuen High School antes de se formar na Tokyo Design Academy em ilustração. Ele trabalhou na Konami de 2000 a 2010 antes de se tornar um ilustrador freelancer. Durante seu tempo na Konami, ele trabalhou principalmente em animação e design de interface de títulos como Elebits , e design de personagens para o jogo Nintendo DS Elebits: The Adventures of Kai and Zero e o anime Otogi-Jūshi Akazukin .
Depois de deixar a Konami, Tsukushi começou a desenhar mangá, estreando em 2011 no dōjinshi Star Strings Yori (スターストリングスより). Em 2012, Takeshobo começou a serializar seu mangá Made in Abyss (メイドインアビス) em seu site Web Comic Gamma . Posteriormente, receberia uma adaptação para anime em 2017.
Seu trabalho é caracterizado por descrições detalhadas e desenhos narrativos. Ele cita o estadunidense Norman Rockwell como uma pessoa que ele admira.

## Obras

### Mangá
- Made in Abyss (メイドインアビス) (Publicado por Takeshobo, 11 volumes, 2012-)
- De Star Strings (スターストリングスより) (Publicado por Takeshobo, 1 volume, 2017)

### anime
- Otogi-Jūshi Akazukin (おとぎ銃士赤ずきん) (design de personagem) (é creditado como Ichimi Tokusa no OVA)
- The Lost Village (迷家-マヨイガ-) (desenho da vila Nanaki)

- Elebits e Elebits: As Aventuras de Kai e Zero (Belas artes, design de personagens)
- The Sword of Etheria (OZ -オズ-) (design de monstro, animação de personagem) (é creditado como Shigeya Suzuki)
- Suikoden III
- Love Plus
- Dewy's Adventure (水精デューイの大冒険! ! ) (Design de personagem)
- Made in Abyss: Binary Star Falling into Darkness (supervisor da história original) [7]

1. 1 2  «COMITIA». www.comitia.co.jp. Consultado em 29 de junho de 2021
2. ↑  «なぜ大穴は理不尽がいっぱいなのか 『メイドインアビス』の作者つくしあきひと、初インタビュー». ねとらぼ (em japonês). Consultado em 29 de junho de 2021
3. ↑  «Akihito Tsukushi's Made in Abyss Manga Gets TV Anime». Anime News Network (em inglês). Consultado em 29 de junho de 2021
4. ↑  «メイドインアビス：テレビアニメが7月スタート 富田美憂、伊瀬茉莉也が出演 - 毎日新聞». 26 de abril de 2017. Consultado em 29 de junho de 2021. Cópia arquivada em 26 de abril de 2017
5. ↑  «Made in Abyss TV Anime Premieres in July». Anime News Network (em inglês). Consultado em 29 de junho de 2021
6. ↑  «Tsukushi's twitter». Twitter (em inglês). Consultado em 29 de junho de 2021
7. ↑  Romano, Sal (4 de abril de 2022). «Made in Abyss: Binary Star Falling into Darkness launches this fall, debut trailer». Gematsu. Consultado em 5 de abril de 2022